# Tolmino Baldassari
Tolmino Baldassari (Castiglione di Cervia, 15 maggio 1927 – Cannuzzo di Cervia, 28 aprile 2010) è stato un poeta e traduttore italiano.

## Biografia
Nacque a Castiglione, frazione di Cervia, ultimo di cinque figli di un barrocciaio (conducente di calesse, baruzèr in romagnolo) e di una casalinga. Il padre lo registrò all'anagrafe due giorni dopo la nascita. Inoltre dettò il cognome dimenticando una delle due 'r' di Baldassarri. Negli studi si fermò appena un anno dopo la quinta elementare. Quell'anno in più fu comunque fondamentale perché il maestro, appassionato di poesia, gli fece conoscere la Divina Commedia. Da allora Baldassari si appassionò alla poesia, che divenne compagnia della sua vita. Nel 1948-49 effettuò il servizio militare obbligatorio. Congedato, Baldassari conobbe la futura moglie, da cui non si separò più per tutto il resto della sua vita.
Visse nel paese natale fino a 26 anni, poi si trasferì a Ravenna e, da qui, nella frazione di San Pietro in Vincoli. Dal 1962 alla morte abitò a Cannuzzo, frazione di Cervia che costeggia il fiume Savio. Lavorò come meccanico, bracciante agricolo, funzionario di partito e, per 25 anni, sindacalista nella CGIL. Rivestì la carica di segretario della camera del lavoro di Cervia; fu consigliere comunale dal 1951 al 1956 e dal 1964 al 1989 per il PCI.
Iniziò l'attività letteraria negli anni settanta, ormai prossimo ai cinquant'anni. Fu ispirato dalla lettura della raccolta I Bu (I buoi) di Tonino Guerra, uscita nel 1972. Spiegò: «Ero convinto che nel Novecento fosse anacronistico scrivere in dialetto. Ma, dopo aver acquistato I Bu di Guerra, mi resi conto invece che si poteva creare ancora poesia vera con il dialetto». Sostenne sempre che la letteratura «è vita». Così si espresse in Qualcosa di una vita:
Debuttò nel 1975 con la raccolta Al progni ṣerbi ("Le prugne acerbe"). Ad essa seguirono varie altre sillogi poetiche, che attirarono l'attenzione della critica. Parallelamente all'attività poetica, Baldassari eseguì lavori di traduzione, specialmente dallo spagnolo, maturando una vasta conoscenza della letteratura latinoamericana. Tradusse alcuni classici del Novecento, tra cui Maria Maddalena e altri inediti di Federico García Lorca.
All'attività di scrittore e traduttore seppe unire quella di divulgatore. Nel corso degli anni Baldassari tenne diverse lezioni di letteratura presso varie scuole e fu docente di alcuni corsi di poesia presso l'Università per adulti di Ravenna.

Nel 1987 la sua opera fu oggetto di un convegno a Cervia. Nello stesso anno il critico Franco Brevini inserì Baldassari nella celebre antologia Einaudi Poeti dialettali del Novecento, sancendone lo spessore letterario a livello nazionale. Nel 2002 e nel 2004 Baldassari è stato inserito, rispettivamente, nelle antologie Poesia del Novecento italiano. Dal secondo dopoguerra ad oggi (Carocci) e Nuovi poeti italiani (Einaudi).
Morì nella sua abitazione a Cannuzzo di Cervia il 28 aprile 2010. La sua ampia collezione libraria è stata donata alla Biblioteca di Cervia, che ha intitolato a Baldassari la Sala museo.
Nel 2014 è stata fondata l'Associazione Tolmino Baldassari, che si propone di far conoscere e valorizzare le opere e la figura del poeta. L'associazione ha sede nell'abitazione che è stata la casa del poeta.

## Opere

### In romagnolo
- Al progni ṣerbi, Ravenna, Edizioni del Girasole, 1975
- E' pianafôrt,  Ravenna, Edizioni del Girasole, 1977
- La campâna, Forlì, Forum/Quinta Generazione, 1979
- La néva. Poesie 1974-1981, Forlì, Forum/Quinta Generazione, 1982
- Al rivi d'êria, Firenze, Il Ponte, 1986
- Quaderno di traduzioni, Forlì, Nuova Compagnia Editrice, 1990
- Òmbra d'luna, Udine, Campanotto, 1993
- I vìdar [I vetri], Faenza, Mobydick, 1995
- E' zet dla finëstra. Castel Maggiore, Book, 1998
- L'éva [L'ape]. Villa Verucchio, P. G. Pazzini, 2002
- Se te t'gverd [Se ti guardi]. Osnago, Pulcinoelefante, 2005
- Canutir [Canottiere]. Rimini, Raffaelli, 2006
- L'ombra dei discorsi. Antologia 1975-2009, a cura di Gianfranco Lauretano, puntoacapo Editrice, Novi Ligure 2010
- Un mònd ch'u s'è stret [Il mondo che si è ristretto]. Cesena, Il Vicolo, 2014

### In italiano
- Qualcosa di una vita, Lugo, 1995
- Cervia. Un luogo del vivere, Lugo, Il bradipo, 1998